# Zway oriental
Le Zway oriental est un système de fissures volcaniques d'Éthiopie.